# Antoni Stankiewicz
Mons. Antoni Stankiewicz (1. října 1935, Oleszczenice – 4. ledna 2021 Řím) byl polský římskokatolický kněz, biskup a emeritní děkan Tribunálu Římské roty.

## Život
Narodil se 1. října 1935 v Oleszczenicech. Po ukončení Vyššího semináře Gościkowo-Paradyż byl 20. prosince 1958 biskupem Wilhelmem Plutou vysvěcen na kněze.
Z fakulty kanonického práva na Katolické univerzitě v Lublinu získal doktorát. Poté studoval občanské právo na Papežské lateránské univerzitě. Získal diplom advokáta Římské roty a diplom z latiny na Papežské Gregoriánské univerzitě.
Roku 1967 se stal adjunktem a učil procesní právo na Fakultě kanonického práva Akademie katolické teologie (dnes Univerzita kardinála Stefana Wyszyńského). Od roku 1980 učil římské právo na fakultě kanonického práva Papežské Gregoriánské univerzity. Dále působil jako profesor kanon. práv. na Papežské univerzitě Svatého Kříže (vedenou Opus Dei) a na Papežské univerzitě Urbaniana.
Byl notářem a viceoficiálem Biskupského dvoru v Gorzówě Wielkopolskim, notářem v téže biskupské kurii, členem Komise advokátů, soudcem odvolacího soudu Vatikánského městského soudu. V letech 1995-2000 byl předsedou Disciplinární komise Vatikánského státu.
Je autorem řad vědeckých prací, publikovaných v odborných časopisech o manželských a procesních právech a právní historii.
Dne 31. ledna 2004 jej papež Jan Pavel II. jmenoval děkanem Tribunálu Římské roty. Dne 15. listopadu 2006 ho papež Benedikt XVI. ustanovil titulárním biskupem z Nova Petra.
Biskupské svěcení přijal 16. prosince 2006 z rukou kardinála Tarcisia Bertoneho a spolusvětiteli byli kardinál James Francis Stafford a kardinál Jean-Louis Tauran.
Dne 28. května 2007 byl vyznamenán čestným doktorátem (doctor honoris causa) Univerzity kardinála Stefana Wyszyńského.
Dne 24. července 2010 byl jmenován členem Kongregace pro blahořečení a svatořečení.
Dne 22. září 2012 přijal papež jeho rezignaci na post děkana, z důvodu dosažení kanonického věku 75 let. Jeho nástupcem se stal Pio Vito Pinto.
Roku 2012 byl jmenován členem Nejvyššího tribunálu apoštolské signatury.